# Joan Rifà i Prunés
Joan Rifà i Prunés (Sant Fost de Campsentelles, 23 d'octubre de 1868 - Barcelona, 10 de maig de 1912) fou un canonge lectoral.
Joan Rifà i Prunés va néixer el 23 d'octubre de 1868 a Can Fuster al Carrer del Davant (avui carrer Sant Isidre) de Sant Fost. Als dotze anys es va matricular al Seminari de Granollers i als quinze anys va ingressar mitjançant una beca al Seminari Conciliar de Barcelona. L'any 1892, el bisbe Jaume Català el va ordenar sacerdot i el 27 de setembre de 1896 amb només vint-i-vuit anys, catedràtic del seminari de Barcelona de Filosofia en l'especialitat de Metafísica. El 30 de desembre de 1896 va rebre el grau de Llicenciat i el Doctorat per la facultat de Teologia. Després de deu anys d'exercir de catedràtic de Filosofia, l'any 1907 va obtenir per oposició la càtedra de Teologia i la plaça de canonge lectoral de la catedral de Barcelona.
En qüestions polítiques va proclamar sempre obertament la seva filiació carlina. Va ser l'ànima de la propaganda de l'alt clergat barceloní en pro de la rotativa d'El Correo Catalán i en unes solemnitats religioses que se celebraren a l'església de Santa Maria del Pi per commemorar la inauguració de les reformes d'aquest diari, va defensar des del púlpit les seves conviccions tradicionalistes.
Quan se li començaven a obrir nous horitzons en el camp apostòlic, on molts el veien com a futur bisbe, morí repentinament el 10 de maig de 1912, a l'edat de quaranta-tres anys. Fou enterrat en el cementiri de Sant Gervasi de Barcelona. Més endavant traslladaren les seves restes que reposen a l'altar de l'església del seu poble natal.
El poble de Sant Fost de Campsentelles en reconeixement del seu fill il·lustre li va dedicar un bust (enderrocat a la guerra civil), una plaça i un carrer. El 9 octubre de 2018, el partit ERC va proposar canviar el nom de la plaça que li és dedicada en «Plaça de l'1 d'octubre 2017», però aquesta proposició va ser refusada per majoria absoluta.